# كاسبر بيدرسن
كاسبر بيدرسن (بالدنماركية: Kasper Pedersen)‏ هو مدرب كرة قدم ولاعب كرة قدم دنماركي في مركز الدفاع، ولد في 13 يناير 1993 في Aabybro ‏ في الدنمارك. لعب مع نادي أوبه.

## وصلات خارجية
- كاسبر بيدرسن على موقع الاتحاد الأوربي (الإنجليزية)
- كاسبر بيدرسن على موقع اتحاد النرويج (النرويجية)
- كاسبر بيدرسن على موقع قاعدة بيانات كرة القدم.إي يو (الإنجليزية)
- كاسبر بيدرسن على موقع Soccerway.com (الإنجليزية)
- كاسبر بيدرسن على موقع عالم كرة القدم.نت (الإنجليزية)
- كاسبر بيدرسن على موقع AS.com (الإسبانية)